# Рецаго
Реца̀го (на италиански: Rezzago; на ломбардски: Rezagh, Регаг) е село и община в Северна Италия, провинция Комо, регион Ломбардия. Разположено е на 306 m надморска височина. Населението на общината е 674 души (към 2017 г.).